# Loxostigma griffithii
Loxostigma griffithii là một loài thực vật có hoa trong họ Tai voi. Loài này được (Wight) C.B. Clarke mô tả khoa học đầu tiên năm 1883.